# Obština Kirkovo
Obština Kirkovo (bulharsky Община Кирково) je bulharská jednotka územní samosprávy v Kărdžalijské oblasti. Leží v jižním Bulharsku na jižních svazích Východních Rodopů podél hranic s Řeckem. Správním střediskem je ves Kirkovo, kromě ní zahrnuje obština 71 vesnici. Žije zde přes 21 tisíc stálých obyvatel.
V obštině se na vrcholu Vejkata (Вейката) nachází nejjižnější bod Bulharska v místě 41°14′5″ s. š., 25°17′18″ v. d..

## Sídla
| - Aprilci - Benkovski - Bregovo - Carino - Čakalarovo - Čavka - Čičevo - Čorbadžijsko - Dedec - Delvino - Dobromirci - Dolno Kăpinovo - Domište - Drangovo - Drjanova Glava - Družinci - Ďulica - Džerovo - Erovete - Fotinovo - Gorno Kăpinovo - Gorno Kirkovo - Gorski Izvor - Grivjak | - Chadžijsko - Jakovica - Janino - Kajaloba - Kărčovsko - Kirkovo (sídlo správy) - Kitna - Kosturino - Kozlevo - Kran - Kremen - Krilatica - Kukurjak - Lozengradci - Măglene - Malkoč - Medevci - Metličina - Metlička - Mogiljane - Nane - Orlica - Ostrovec - Părvenci | - Părvica - Plovka - Podkova - Preseka - Rastnik - Samodiva - Samokitka - Sekirka - Sredsko - Starejšino - Starovo - Stomanci - Strižba - Svetlen - Šipok - Šopci - Šumnatica - Tichomir - Vălčanka - Vărben - Vărli Dol - Zagorski - Zavoja - Zdravčec |

## Sousední obštiny
| Růžice kompasu | Zlatograd       | Džebel | Momčilgrad | Růžice kompasu |
| Růžice kompasu |                 | Sever  | Krumovgrad | Růžice kompasu |
| Růžice kompasu | Obština Kirkovo |        | Krumovgrad | Růžice kompasu |
| Růžice kompasu | Jih             |        | Krumovgrad | Růžice kompasu |
| Růžice kompasu |                 |        |            | Růžice kompasu |

## Obyvatelstvo
V obštině žije 21 122 stálých obyvatel a včetně přechodně hlášených obyvatel 45 245. Podle sčítáni 1. února 2011 bylo národnostní složení následující:
- Turci: 10 138 (61.8 %)
- Bulhaři: 5 808 (35.4 %)
- Romové: 39 (0.2 %)
- ostatní: 413 (2.5 %)